# 麦岭 (科罗拉多州)
麦岭（英語：Wheat Ridge），是美国科罗拉多州杰斐逊县下属的一座城市。建市于1969年8月20日，面积大约为9.547平方英里（24.727平方公里）。根据2010年美国人口普查，该市有人口30,166人。2011年估计该市有人口30,465人，相比2010年人口增长率为0.99%。同时，论人口该市是科罗拉多州第24大城市。